# 六所神社 (大田区)
六所神社（ろくしょじんじゃ）は東京都大田区の神社。地名を冠して下丸子六所神社（しもまるころくしょじんじゃ）とも称される。

## 概要
1234年（文暦元年）、地元の領主である荏原義宗が氏神として大國魂神社から勧請したのが起源である。旧別当寺は蓮光院である。
かつては神事として「引牽（ひきめ）」と「麦搗（むぎつき）」というものがあったが、「引牽」は「弓射（ゆみい）」という名で簡略化し、「麦搗」は行われなくなった。

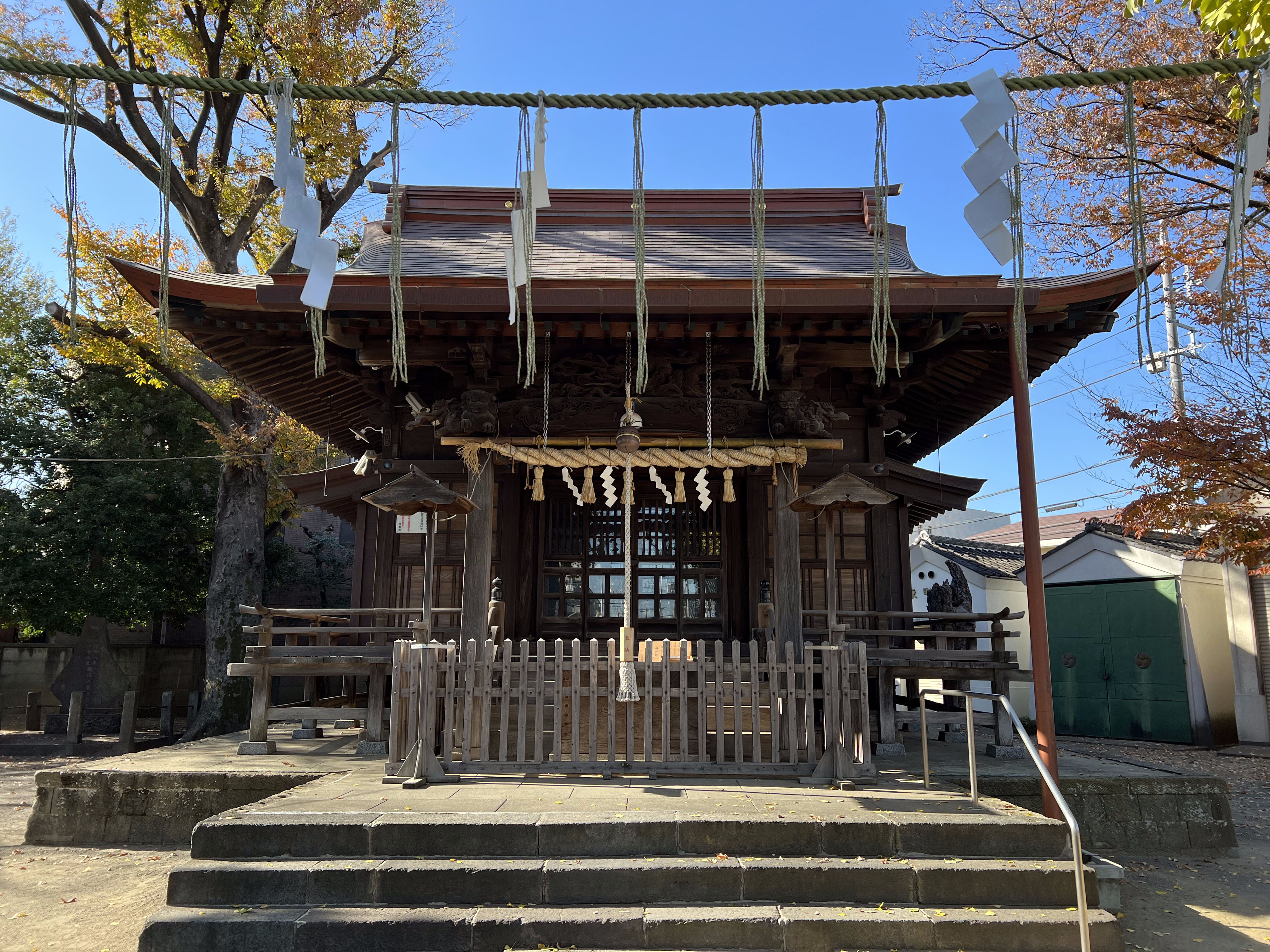
拝殿

## 交通アクセス
- 下丸子駅より徒歩5分。

## 関連文献
- 「下丸子村 六所明神社」『新編武蔵風土記稿』 巻ノ44荏原郡ノ6、内務省地理局、1884年6月。NDLJP:763981/60。